# 黏土动画

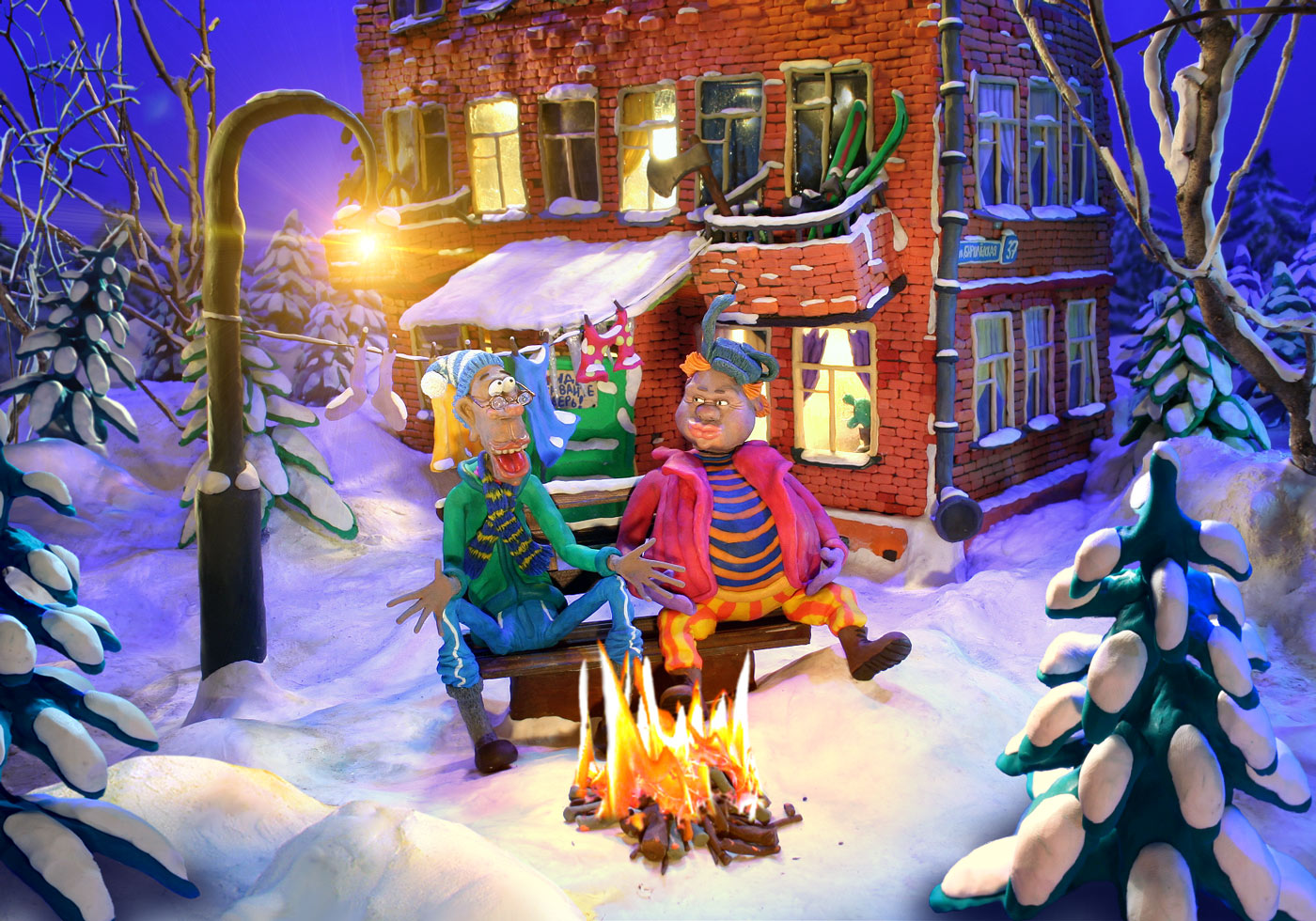
黏土动画

黏土动画是一種用黏土製作動畫角色的模型，並且應劇情需求，將角色擺成所需要的姿勢，再用相机拍成一张一张图片，並且以此些圖片製成動畫，屬逐格動畫的一種。製作這一類的動畫相當地累人和耗時，除了要時常改變角色的動作外，為了要使得角色的動作不致出現瑕疵，還必須對角色動作的連續性相當地注意。

## 黏土動畫作品
- 岡比
- 企鵝家族
- 名人殊死戰
- 聖誕夜驚魂
- 落跑雞
- 酷狗寶貝
- 阿公講古
- 鸚鵡姊姊說故事
- 瑪麗和马克思
- 海賊天團3D
- 第十四道門
- 地獄新娘
- 笑笑羊
- 石器小英雄
- 飛天巨桃歷險記，部分由真人演出